# Гриффин (пляжный футбольный клуб)
«Гриффин» (укр. Гріффін) — украинский клуб по пляжному футболу из Киева. Выступает в чемпионате Украины по пляжному футболу.

## История
Клуб основан в 2008 году бизнесменами-предпринимателями Вячеславом Реуцким и Виталием Опанасюком— владельцами группы компаний «Гриффин». В связи с чем клуб и получил название «Гриффин». Клуб выступает в чемпионатах Киева, чемпионатах Украины  и различных корпоративных турнирах по пляжному футболу, футзалу, мини футболу. С 2012 года главным тренером команды является Евгений Вареница. В 2012 году команда впервые заявилась для участия в чемпионате Украины по пляжному футболу, где сразу сумела завоевать серебряные медали. Благодаря этому команда получила право сыграть на в первом розыгрыше Кубка европейских чемпионов. Украинская команда сумела дойти до финала турнира, где уступила московскому «Локомотиву» (0:3).
Единственный раз победителем чемпионата Украины команда становилась в 2016 году. На Кубке европейских чемпионов 2017 года «Гриффин» занял 14 место из 17 участвующих клубов.

## Известные игроки
- Тарас Коваленко (лучший вратарь чемпионата Украины 2012 года)[3]
- Алексей Ильичев (лучший игрок чемпионата Украины 2012 и 2013 годов)[3][7]
- Виталий Сидоренко (лучший вратарь Кубка европейских чемпионов 2013)[4]
- Константин Макеев (лучший игрок чемпионата Украины 2016 годов)[5]
- Максим Войток (лучший игрок чемпионата Украины 2017 годов)[8]

## Достижения
- Чемпион Украины: 2016
- Серебряный призёр чемпионата Украины (4): 2012, 2013, 2014, 2017

## Статистика

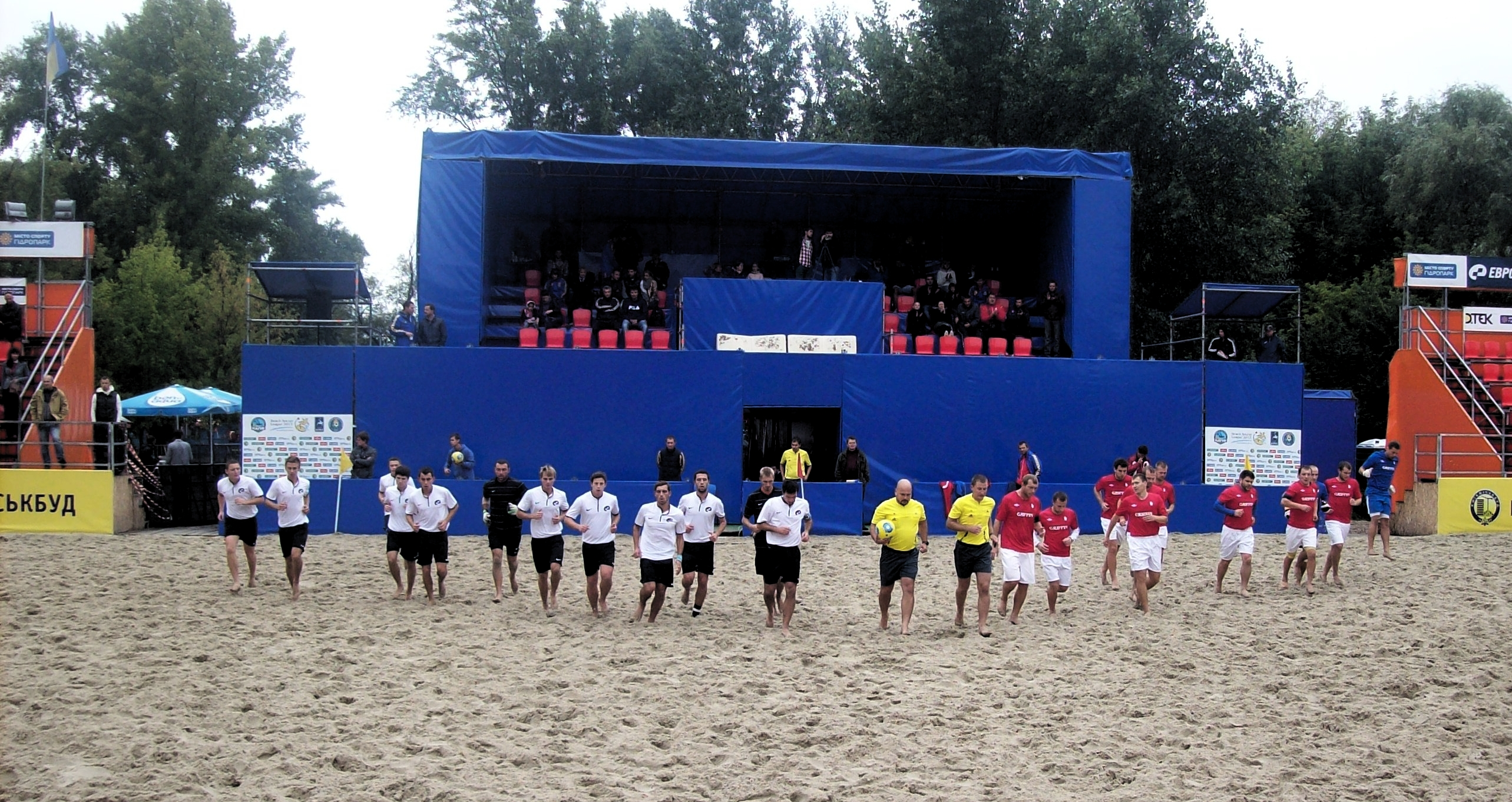
Игроки «Гриффина» (справа), 2013 год

Чемпионат Украины по пляжному футболу
- 2012 — 2-е место[3]
- 2013 — 2-е место[7]
- 2014 — 2-е место[9]
- 2016 — 1-е место[5]
- 2017 — 2-е место[8]
- 2018 — 5-е место[10]
- 2019 — 4-е место[11]
- 2021 — групповой этап[12]
- 2022 — групповой этап[13]

Чемпионат Киева по пляжному футболу
- 2008 — 1-е место (вторая лига)[2]
- 2009 — 1-е место (вторая лига)[2]
- 2010 — 1-е место (высшая лига)[2]
- 2011 — 3-е место[2]
- 2014 — 1-е место[9]
- 2015 — 3-е место[14]
- 2016 — 1-е место[15]
- 2018 — 3-е место[10]
- 2021 — 3-е место[16]

Кубок европейских чемпионов по пляжному футболу
- 2013 — 2-е место[4]
- 2017 — 14-е место[6]